# Parurésie
La parurésie (du latin : paruresis), urinophobie ou syndrome de la « vessie timide », est l'impossibilité ou une grande difficulté pour un individu d'uriner en présence d'autres personnes. Ce syndrome est parfois restreint aux individus éprouvant une difficulté à uriner sous contrainte du temps, lorsque d'autres personnes peuvent les observer ou les écouter, ou encore lorsqu'il s'agit de toilettes publiques. Aucune gêne n'est relevée en l'absence de ces contraintes.

## Causes
Les causes d'un tel syndrome peuvent être basiquement expliquées par une combinaison d'un état de stress contractant les sphincters et relâchant le muscle vésical. L'origine de cette incapacité à uriner est sans aucun doute d'ordre psychologique, révélant parfois des caractéristiques de phobie sociale. 
Une cysto-urétrographie mictionnelle peut provoquer une parurésie.

## Généralités
Il semblerait qu'entre 1 % et 7 % de la population soit atteinte de parurésie même si ce chiffre est probablement une sous-estimation, étant donné la gêne relative au syndrome. La parurésie semble également toucher beaucoup plus les hommes que les femmes, en raison de la présence d'urinoirs dans les toilettes publiques (crainte d'un comportement inapproprié entraînant une agressivité exacerbée en raison de la suspension temporaire de la hiérarchie sociale) pour hommes ou au moment de remplir une fiole lorsqu’un médecin prévoit une analyse d’urine (environ 90 % d'hommes). Il est également à noter que la parurésie est à l'origine des Otohime (dispositif imitant le bruit d'une chasse d'eau afin de couvrir le bruit de la miction) dans les toilettes japonaises (pour femmes, cette fois).